# Den evige äkta mannen
Den evige äkta mannen (ryska: Вечный муж, Vetjnij muzj) är en kortare roman av Fjodor Dostojevskij, utgiven 1870. Den var först tänkt som en novell, men växte till allteftersom han skrev, trots att han i brev berättar hur han ogillar historien.